# Круглицы (Владимирская область)
Круглицы — упразднённая деревня в Вязниковском районе Владимирской области России.

## География
Урочище находится в северо-восточной части области, в зоне хвойно-широколиственных лесов, в пределах Волжско-Окского междуречья, на западном берегу озера Порехть, на расстоянии примерно 12 километров (по прямой) к северо-западу от города Вязники, административного центра района. Абсолютная высота — 85 метров над уровнем моря.

### Климат
Климат характеризуется как умеренно континентальный. Средняя температура воздуха самого холодного месяца (января) — −11,1 °C (абсолютный минимум — −48 °С), средняя максимальная температура воздуха (июля) — +23,3 °С (абсолютный максимум — +37 °С). Годовое количество атмосферных осадков составляет около 607 мм, из которых 413 мм выпадает в период с апреля по октябрь.

## История
В «Списке населенных мест Владимирской губернии по сведениям 1859 года» населённый пункт упомянут как удельная деревня Вязниковского уезда, расположенная в 16 верстах от уездного города. В деревне насчитывался 31 двор и проживало 297 человек (149 мужчин и 148 женщин).
По состоянию на 1905 год, в Круглицах имелось 63 двора и проживало 364 человека. В административном отношении деревня входила в состав Рыловской волости.
По данным 1926 года в деревне имелось 86 хозяйств (в том числе 83 крестьянских) и проживало 416 человек (174 мужчины и 242 женщины). Являлась центром Круглицкого сельсовета Мстеской волости.
На момент упразднения входила в состав Козловского сельсовета Вязниковского района. Упразднена решением облисполкома № 778 от 23 ноября 1983 года как фактически не существующая.